# NOëL
『NOëL』（ノエル）は、パイオニアLDCより発売された恋愛シミュレーションゲームのシリーズ。
本シリーズは高性能かつ小型化されたコンピュータネットワークが一般家庭へほぼ完全に浸透した近未来を舞台に、ヒロインたちとの会話でゲームが進んでいくという、当時の他の恋愛シミュレーションゲームとは大きく異なるシステムで注目された。ゲーム中にプレイヤーの分身となるような主人公キャラクターは存在せず、常に「主人公=プレイヤー」として会話が進行する点も、大きな特徴である。ヒロインは各タイトル3人。
『NOëL』の初登場は、PlayStationではなくパソコンであり、1996年2月23日にパイオニアLDCから出している「アニメ美人〜パイオニアLDC編〜」でのことであり、収録されているCGには『NOëL』に出演している桜井智、岩男潤子、飯塚雅弓の音声データが収録されているものだった。
対応機種はPlayStation（『NOëL3』のみセガサターン）。ジャンルは、『NOT DiGITAL』と『La neige』シリーズが「アタッチメント・ソフト（接触型・愛着育成ソフト）」、『NOëL3』シリーズは「ハッキング・アドベンチャー」。
制作当時のゲーム機の性能に合わせ、会話パートの思考エンジンには少量のデータでも破綻無く動作する人工無脳を採用している。当時の研究機関ではデータ量を増やすことで自然な会話を目指していたが、本シリーズでは極めて少量のデータで自然な会話を実現していたことから、制作者は京都のATR（国際電気通信基礎技術研究所）にも呼ばれている。

## NOëL NOT DiGITAL
『NOëL NOT DiGITAL』（ノエル・ノット・デジタル）。夏の海辺で少女3人組と知り合った主人公が、テレビ電話を通じて徐々に彼女達と親密度を高めていき、約3か月後のクリスマスまでに3人のいずれかから告白されることを目的とする。
テレビ電話のシステム画面をベースに、オンラインでの会話シーンと時々届くムービーメールを軸としてゲームが進行する。会話シーンは実際のテレビ電話同様にヒロインがフルアニメ・フルボイスで喋る演出となっている（会話内容は文字では表示されない）。会話の際は新しい話題が出た時にキーワードとなる言葉がボールとなって画面のゲージ上を流れていくので、先ずそれをつかまえる。「会話ボール」をストックし、タイミングを見計らって会話ボール(キーワード)を使用することで主人公がその話題に関し発言したことを表現している。
会話の時間は基本的にリアルタイムで進行し、ポーズは効かない。通話時以外は任意に時間を進めることも可能。ヒロインとのアクセス方法は電話を使う。ヒロインたちはアルバイトや部活動で忙しく、曜日によって相手が不在の場合もある。適切な時間帯（主に夕方から夜）に電話を掛けるか彼女達から電話が掛かってくるのを待たなければならない。それ以外の時間帯（深夜など）に相手へ発信することもできるが、ヒロインによっては一方的に怒られ、電話を切られてしまう事になるほか、留守番電話での応答、または迷惑電話として最悪ゲームオーバーとなってしまう。ただし、例外的に隠しイベント的な会話が発生する場合もある。
キャラクターデザイン・作画監督は阿部恒、アニメーション制作はマッドハウスが担当した。総セル画枚数は約6,000枚、音声データは合計で10時間を超える。なお、当初の発売予定は1996年春だった。
限定版特典は、イメージソング2曲（「kahoの唄 〜ガールズ BE シンデレラ〜」（歌 - 桜井智）、「ありがとう」（歌 - 岩男潤子））を収録したシングルCD（品番：LPR-205）。予約キャンペーンでは、セル画・テレカ・特典シングルCD収納ケースのいずれかが抽選でプレゼントされた。
1996年12月には期間限定（7日 - 31日）で、特製パッケージとクリスマスカードが付属する『NOëL クリスマススペシャルパッケージ』が発売された。1997年11月には廉価版『NOëL NOT DiGITAL PlayStation the Best』が発売されている。
2009年12月より、ゲームアーカイブスで配信が開始された（発売元：ハムスター、品番：SLPS-00304/5、マニュアルのみSLPS-91043/4）。スクリーンショット機能対応。なお、PlayStation 3（PS3）でディスク版をプレイすると正常にセーブできないという問題があることがソニー・コンピュータエンタテインメント（SCE）から公表されており、PS3ではこちらを使用する必要がある。また、PlayStationフォーマットで発売されたシリーズ作品中唯一、ゲームアーカイブス版がPlayStation Vitaに非対応である。

### 登場人物（NOëL NOT DiGITAL）
清水 代歩 （しみず かほ）
声 - 桜井智
誕生日：10月9日（天秤座）、血液型：O型、身長：162cm、年齢：17歳、3サイズ：82/56/84
東京都臨海区にある女子高・江珂（こうか）高校の3年生（B組）。シャギーのかかったロングヘアーが特徴。物語は9月の終わり、代歩からの着信により始まる。ミーハー口調が入った喋り方をする。電話魔でもあり、由香が最大の犠牲者となっている。
買い物、電話、おしゃれが趣味の現代的な女の子。帰宅部で、学生寮で一人暮らしをしている。家族は父、母、姉。
移り気でおしゃべり好き、遊び好きなところがあり軽く男の子に声をかけたりもする。しかし、好きな異性の前では緊張して声の自由が利かなくなり、うまく喋れないなど純粋な面もあり、恋愛に関しては比較的しっかりした価値観を持つ。成績はあまり良くないが、世界史（特に西洋史）には詳しい。また美術に興味がある。中学から高校1年までは恵壬と同じく陸上部に所属していた。
岡野 由香 （おかの ゆか）
声 - 飯塚雅弓
誕生日：6月6日（双子座）、血液型：AB型、身長：154cm、年齢：18歳、3サイズ：80/56/83
江珂高校3年B組、科学部所属。会社社長の父、雑誌編集長の母と自宅暮らし。コンピュータやゲーム関係に非常に強く、色々なメカを自作している。のどかなところは落ち着かないという、代歩とはまた違った意味での現代っ子。興味のない話題にはかなり消極的になる。世界中にネットを通じて作った友人がいる。平日はゲームセンターの店員としてアルバイトをしている。
おしゃれや異性にはあまり興味がなく、性格もクールで愛想が無いように見えるが、照れ屋な所もある。3人の中では最も小柄だがスタイルは良い。視力が悪く眼鏡をかけており、ビジュアルフォンの前で脚を組み替えたりするが、本人はそれを気にしていない。基本的に運動は苦手。ただしバスケットボールだけは得意で、中学時代は部活動でキャプテンを務めていた。
ちなみに、ムービーメールの映像は由香が開発した自動追尾型撮影システム（通称「思い出君」）で撮影したものである。彼女たちの姿をビジュアルメールで見られるのも、由香のおかげでもある。
佐野倉 恵壬 （さのくら えみ）
声 - 岩男潤子
誕生日：1月17日（山羊座）、血液型：A型、身長：163cm、年齢：17歳、3サイズ：84/59/86
江珂高校3年B組、陸上部所属。母と共に自宅暮らし。学業優秀で、陸上も日本記録を保持しているほどの実力者だが、皆に期待されたり騒がれたりするのは好まない。3人の中で一番おとなしい性格。普段男性と接する機会が少なくビジュアルフォンでの会話を苦手としていることから、プレイヤーに対しても最初は比較的よそよそしい印象。特技は3歳から習っているピアノ。
3人の中では最も誕生日が遅いが、最も保護者的な立場に回ることが多い。しかし、勝ち気で負けず嫌いな一面を秘めており、一度走り出したら手が付けられないタイプでもある。
江珂高校は近未来的な高層ビルの建物内に存在する。

## NOëL 〜La neige〜
テレビ電話のような「ビジュアルフォン」を使って遠く離れた場所に住む3人の女子高生とコミュニケーションを取る。コンピュータの内部を意識したような未来的な画面構成や画面に現れる「会話ボール」を使う話し方が使われている。その際、新しく加わったアイコンによって、プレイヤーは肯定的、否定的、それ以外の3種類の意思表示が可能となった。
前作では茶髪やルーズソックスなど現実味のある女子高生だったが、本作は純情可憐な女子高生という設定。豊富なアニメーションを前作の２倍以上収録している事も大きな特徴とされている。
冬のスキー場で転倒し大怪我を負った主人公が、同じスキー場に遊びに来ていた鎌倉の女子高生3人組に助けられ、そのうちの1人から見舞いの電話がかかって来るところから物語が始まる。3人が高校を卒業する春までに3人のいずれかから告白されることを目的とする。「La neige（ラ・ネージュ）」はフランス語で「雪」の意味。作品世界の期間は2014年12月23日(冬至の翌日)から2015年3月21日(春分)まで。
『NOT DiGITAL』からヒロインを一新し、舞台も東京都臨海区から神奈川県鎌倉市に移った。それに伴いヒロインも変更された。キャラクターデザインはおがたたくみ、アニメーション制作はスタジオ・ザインが担当し、アニメーションのボリュームは『NOT DiGITAL』の約2倍となった。
東京ゲームショウ'97秋（1997年9月5日 - 7日開催）でプロモーション用CD『NOëL La neige VOICE MESSAGE 〜まだ見ぬあなたへ〜』（品番：LPR-256）が配布され、予約キャンペーンではトレーディングカード、テレカ、ピンバッジのいずれかが入った「NOëL缶」が抽選でプレゼントされた。また30,000本限定の限定版には、プロローグドラマCD『NOëL La neige 〜prelude〜』（品番：LPR-281）が付属する。
2010年6月23日より、ゲームアーカイブスで配信が開始された（SLPS-01190〜2、マニュアルのみSLPS-01193〜5）。スクリーンショット機能対応。
『NOëL 〜La neige〜 Special』は『La neige』の後日談。高校を卒業し大学進学を控えたヒロインたちの、鎌倉で過ごす最後の2週間を描く。本作を単体でプレイする場合は3月30日からスタートするが、『La neige』の3月18日以降のセーブデータがメモリーカードにある状態で3人のヒロインそれぞれに対応した特定の操作を行うと、『La neige』でグッドエンディングを迎えたという設定が追加された上で、3月24日（涼のみ30日）からのボーナス会話を楽しむことができる。
システムは『La neige』とほぼ共通だが、会話の進め方によっては、柚実との神経衰弱や千紗都とのあっち向いてホイといった追加要素としての扱いだったミニゲームが直接楽しめるようになる。また、涼とのグッドエンディング後にはCG・ムービーギャラリーが登場し、『La neige』の攻略情報も閲覧可能。初回プレス版購入者を対象に、「NOëLスペシャルボックス」または描き下ろしテレカのプレゼントキャンペーンが実施された。電源が入ってすぐのゲーム初期画面で、隠し要素となる条件を満たすと、ミニゲームやCGギャラリーなどを自由に選ぶことのできる「デバッグメニュー」が現れる。 
なお、門倉千紗都役の水樹奈々が歌うエンディングテーマ「Monologue」は、グッドエンディングではノーマルバージョン（アコースティックギターの伴奏によるバラード）、バッドエンディングでは演歌バージョンとなる。ともにCD化はされておらず、「Monologue（Shooting Star Version）」がアルバム『départ chisato×nana』に収録されているのみである。
2010年7月14日より、ゲームアーカイブスで配信が開始された。

### 登場人物（NOëL 〜La neige〜）
橘 柚実 （たちばな ゆみ）
声 - かかずゆみ
誕生日：1996年4月23日（13星座で牡牛座）、血液型：B型、身長：165cm、体重：52kg、年齢：18歳、3サイズ：84/58/85
旧家生まれのお嬢様。スキー場でぶつかりかけてきた主人公に、スキー場のホテルのクワハウスからビジュアルフォンをかけてきた。  県立秋華（しゅうか）高校3年生。旧家に生まれ、茶道や華道に通じている和服好きの大和撫子。その一方で、怪獣やSF映画もこよなく愛する。礼儀正しさと快活さをそなえる。自分たちのせいで大怪我を負った主人公を気遣い、最初に見舞いの電話を入れる。一番早くからスノーボードを始めており、ちゃんと滑れるようになったのでいろんなコースに挑戦しようと試みていた。運動神経はそれほど悪くないが、難しいコースになるとちょっと心配な模様。家族は父、母、妹。
碧川 涼 （みどりかわ りょう）
声 - 根谷美智子
誕生日：1996年12月8日（13星座で蛇遣座）、血液型：A型、身長：170cm、体重53Kg、年齢：18歳、3サイズ：82/58/84
私立総光（そうみつ）女学院付属高校3年生。厳格な家庭で育ったためか礼儀正しく、クールな印象の知的美人だが、ボランティアで医療施設にいる子供たちの世話をするなど心優しい一面も持つ。柚実と千紗都は中学時代からの親友だが、成績が良かったため、2人とは別の私立校に通っている。バスケットボールと弓道を嗜む。後輩からも慕われ大ような人っぽさを持っているが男性と話すのはあまり得意ではない。
普段は時間を厳守する彼女だが、スキーツアー時は前日から入念な荷物チェックを繰り返し、集合時点で集合時間ギリギリだった。運動神経抜群でスノーボードは1年前に始めたばかりにもかかわらず華麗な滑りを見せていた。
普段はコンタクトレンズだが、家にいるときは眼鏡をかけている。大の時代劇ファンで、特に昔の時代劇映画が好み。また、おいしいラーメン屋があればここぞとばかりと食べに行くラーメンマニアでもある。家族は父（外務省の高級官僚）、母、兄（独立済み）。
門倉 千紗都 （かどくら ちさと）
声 - 水樹奈々
誕生日：1996年4月17日（13星座で魚座）、血液型：O型、身長158cm、体重47kg、年齢：18歳、3サイズ：86/59/87
県立秋華高校3年生。老舗の造り酒屋の娘。芸術家志望で絵がうまく、アニメ・オカルト好き。感受性が高く繊細な精神を持っている。喜怒哀楽がはっきりしており、優柔不断な人が嫌い。スキー場でぶつかってきた主人公を「くらっしゅ君」と呼ぶ。スキーは下手。家族は祖父、父、母、弟。

## NOëL3
発売日：1998年12月10日、メディア：CD-ROM 3枚組、品番：T-22205G（限定版）、T-22206G（通常版）
『NOT DiGITAL』のパラレルストーリー。2013年のクリスマスイブに学校でパーティーを行うことを予定して準備に取り組んでいた。自然環境団体を名乗るテロリスト集団によって江珂高校が占拠され、パーティーの準備のために集まっていた3年B組の生徒たちが人質にとられてしまう。主人公はハッキングにより内部に侵入し、人質とされた生徒たちに適切な指示を与え、無事救出を目指す。
ノエルシリーズの特徴といえるテクノロジー「ビジュアルフォン」も健在だが、本作の使用目的は、女の子の無事の確認や安全な場所へ誘導するためでもある。前作同様、相手が電話に出られない時には、映像付きの「留守電」に切り替わる。
生徒全員の救出が目的であり、展開によって一部救出、全滅などエンディングが分岐する。ストーリー展開や設定との関係から岡野由香がメインヒロインとして扱われ、サブヒロインとして西村知奈と和倉古都海が新たに登場している。また、『NOT DiGITAL』で名前のみ登場していたクラスメイトたちについても、全員分の設定が用意された。なお、会話シーンには前3作と同じくテレビ電話が使用されているが、本作の攻略要素はハッキング操作に集約されているため、会話シーンは幕間劇の意味合いが強い。
前3作から一転して映画『ダイ・ハード』調の緊迫感溢れるストーリーや、覗き見にも等しい少々過激な舞台設定を重視する意味で、本作のみセガサターン (SS) をメインプラットフォームとして開発された。ムービーはセル画でなくデジタルとなり、BGMなど全ての音声もデジタルにしたことでデータ量が膨大になってしまい当初は2枚組の予定だったが3枚組になった、との事。キャラクターデザイン・作画監督は入江泰浩。
予約特典は、ファンディスク『NOëL3 ハッキングCD-ROM』（品番：LPR-307、CD EXTRA (Windows 95/98) 仕様）。限定版特典は、イメージソング「WHITE MORNING」（歌 - 飯塚雅弓）とメッセージを収録したシングルCD（品番：LPR-313）。

### NOëL3 MISSION ON THE LINE
発売日：1999年3月11日、メディア：CD-ROM 3枚組、品番：SLPS-01895〜7
『NOëL3』のPlayStation移植版。『NOëL NOT DiGITAL』の世界をベースに、外伝的なエピソード構成となっている。SCEの表現規制の厳しさから、SS版にあった一部の過激な描写やヒロインの素肌露出・パンチラなどが修正されている。
2000年8月31日にハムスターのMajor Wave シリーズで廉価版が発売され（品番：SLPM-86609〜11）、2010年8月25日よりゲームアーカイブスで配信が開始された。レイティングはCERO：B（12才以上対象）。

### 登場人物（NOëL3）
岡野 由香 （おかの ゆか）
声 - 飯塚雅弓
誕生日：6月6日（双子座）、血液型：AB型、身長：154cm、年齢：18歳、3サイズ：80/56/83
本作のメインヒロイン（？）。緊急事態に陥った校内で、運良くテロリストの追手から逃れることに成功し、プレイヤーにハッキング用プログラムを託して助けを求める。安全な場所に隠れながらプレイヤーをサポートするが。
清水 代歩 （しみず かほ）
声 - 桜井智
誕生日：10月9日（天秤座）、血液型：O型、身長：162cm、年齢：18歳、3サイズ：82/56/84
本作ではギャグメーカー的な扱いに。古都海と共に校内の一室に閉じ込められているが、どうにも緊張感がない。
佐野倉 恵壬 （さのくら えみ）
声 - 岩男潤子
誕生日：1月17日（山羊座）、血液型：A型、身長：163cm、年齢：17歳、3サイズ：84/59/86
陸上部のエースで、学業も優秀、ピアノもプロ級。物静かで内向的だが芯は強い。アクション映画を好む一面もある。部活動後にシャワーを浴びていたところを、知奈と共に捕らえられてしまう。テロリストの一人と交流を持つが、その後の関係は不明。
西村 知奈 （にしむら ティナ）
声 - 河本明子
7月23日生まれ（獅子座）、A型、江珂高校3年B組・帰宅部所属。
サブヒロイン。2学期にアメリカから江珂高校へ転入してきた、日系クォーターの帰国子女。元軍人でアクションスターの父親の影響により、マーシャルアーツを修めている。アメリカのハイスクールでは陸上と水泳の記録保持者であったが、恵壬の陸上記録が自身のそれを上回ると知って以来、様々な面で対抗意識を燃やしていたが、今回は行動を共にする。
和倉 古都海 （わくら ことみ）
声 - 長谷川智子
12月28日生まれ（山羊座）、A型、江珂高校3年B組・帰宅部所属。
サブヒロイン。神戸生まれの京都育ちで、おっとりした関西弁を話す。のんびりした性格。甘えん坊で、男性には人見知りするタイプ。現在は鎌倉在住。海洋生物学の教授である父親の影響により、無類の海洋生物好き（特にマンボウ）。また猫（特に肉球）やお笑いも好きである。人と大きくズレたギャグセンスと極度の天然ボケにより、代歩とはまるで出来損ないの漫才のようなやり取りを繰り広げる。

## スタッフ
NOëL NOT DiGITAL
- 企画 - 中原順志
- シナリオ - 浦畑達彦
- 制作 - パイオニアLDC ラビットチーム
- 音楽 - 手塚理、Raika（竹本晃）
- 音響監督 - 鶴岡陽太
- アニメーション制作 - マッドハウス
  - キャラクターデザイン・作画監督 - 阿部恒
  - 演出・デザインワークス - ところともかず
  - 絵コンテ - 浅香守生、小寺勝之
  - 制作管理 - 浦畑達彦

- ディレクター - 中原順志
- プロデューサー - 亀井毅
- エグゼクティブプロデューサー - 苅部充、大野澄一

## イベント
発売記念イベント （『NOT DiGITAL』）
1996年3月28・29日、「PlayStation EXPO'96」（東京国際見本市会場）のパイオニアLDCブースにおいて各日50名限定でサイン会を実施。出演は桜井智（清水代歩役、28日）、飯塚雅弓（岡野由香役、29日）。
発売記念サイン会
開催日 / 会場 / 出演者（役名）の順。
- 1996年7月28日 / 大阪・ソフマップ日本橋7号店 / 飯塚雅弓（岡野由香）
- 1996年8月3日 / 秋葉原・ソフマップ本店 / 飯塚雅弓
- 1996年8月4日 / 千葉・ディスクユニオン柏店 / 飯塚雅弓

NOëL スーパーライブ
1996年8月12日、札幌・サッポロファクトリーホールにて開催。出演は飯塚雅弓。
発売記念イベント （『NOëL3』）
1998年10月10日、「東京ゲームショウ'98秋」（幕張メッセ）のパイオニアLDCブースにおいてトークショーを開催。出演は飯塚雅弓。

## 関連商品
作品ガイド
NOëL 公式攻略ガイド オフィシャル・パーフェクトビジュアル＆ガイド
発売日：1996年9月 / 発行：メディアワークス（電撃ムックシリーズ 電撃攻略王） ISBN 4-07-305171-7
NOëL ナビゲーションバイブル
発売日：1996年8月 / 二見書房（プレイステーション裏ワザ大全集） ISBN 4-576-96110-1
NOëL コンプリートプレーヤーズバイブル
発売日：1996年11月 / アスペクト ISBN 4-89366-600-2
パイオニアLDC公認 ノエル ラ・ネージュ 公式ガイド
発売日：1998年2月 / メディアワークス（電撃ムックシリーズ 電撃攻略王） ISBN 4-07-307780-5
ノエル ラ・ネージュ 公式ガイドブック
発売日：1998年4月 / アスペクト ISBN 4-7572-0061-7
ノエル ラ・ネージュ フォトアルバム 柚実 千紗都 涼
発売日：1998年2月 / メディアファクトリー（じゅげむBOOKS） ISBN 4-88991-534-6
NOëL全部 Le Monde du NOël
発売日：1999年3月 / メディアファクトリー（じゅげむBOOKS） ISBN 4-88991-687-3
シリーズ全作品の攻略ガイド、会話ボールデータ、設定原画等を収録。
CD-ROM
アニメ美人 〜パイオニアLDC編〜
発売日：1996年2月16日 / 発売：パイオニアLDC / 品番：PIRW-1012
Windows（3.1/95）/ Macintosh 両用アクセサリー集。『天地無用! 魎皇鬼』『神秘の世界エルハザード』『魔法少女プリティサミー』『NOëL』ほかの壁紙約400点、桜井智・岩男潤子・飯塚雅弓のボイスデータ集などを収録。
ノエル タスクランチャー 代歩のワンダーメニュー
発売日：1996年11月22日 / パイオニアLDC / 品番：PIRW-1015
Windows（95）/ Macintosh 両用ランチャー。使用セル画枚数は約200枚、ボイスデータは約100種類。
ノエル タスクランチャー 千紗都だよ！
発売日：1998年3月20日 / パイオニアLDC / 品番：PIRW-1021
Windows 95/NT4.0用ランチャー。使用セル画枚数は約1,000枚、ボイスデータは約400種類。初回特典はイメージソング「Girl's Age theme from NOёL 〜La neige〜」（歌 - 水樹奈々）を収録したシングルCD（品番：LPR-283）。
Voice NOëL 「清水代歩」
発売日：1998年10月23日 / パイオニアLDC / 品番：PIRW-1024
Windows 95/98/NT4.0用音声認識デスクトップキャラクター。IBM Via Voiceの音声認識技術を使用する。Voice NOëLのエンジンは「清水代歩」にのみ収録。画面内のディフォルメキャラにマイクなどの周辺機器から呼びかけることで、様々なリアクションをする。
Voice NOëL 「門倉千紗都」
発売日：1998年11月27日 / パイオニアLDC / 品番：PIRW-1025
CD
明日の記憶 featuring emi sanokura from NOëL
発売日：1996年9月25日 / 発売：パイオニアLDC / 品番：PICA-1113
NOëL 〜La neige〜 Rendez-vous
発売日：1998年3月25日 / パイオニアLDC / 品番：PICW-5001
大学入学後を描いたドラマCD。3人の歌も収録する。
départ chisato×nana
発売日：1998年9月26日 / パイオニアLDC / 品番：PICW-5002
小説
NOëL [小説]
著者：神山修一、イラスト：阿部恒 / 発売日：1996年9月30日 / 発行：角川書店（ニュータイプノベルズ） ISBN 4-04-701607-1
NOëL 〜カノジョの交換日記〜
著者：是方那穂子、イラスト：阿部恒 / 1996年11月 / アスペクト（ファミ通ゲーム文庫） ISBN 4-89366-599-5
ノエル ラ・ネージュ [小説]
著者：辰宮成彦、イラスト：おがたたくみ / 1998年4月 / 角川書店（ニュータイプノベルズ） ISBN 4-04-701621-7
ノエル ル・ソレイユ
著者：神山修一、イラスト：阿部恒 / 1998年5月31日 / 角川書店（ニュータイプノベルズ） ISBN 4-04-701622-5
その他
NOëL ピンズコレクション 〜Version 1.0〜
発売：パイオニアLDC / 品番：PIZW-2003
NOëL 腕時計
発売：パイオニアLDC / 通信販売限定商品
NOëL ガレージキット
発売：壽屋 / 清水代歩、佐野倉恵壬、岡野由香の3種類。レジンキャスト製組立キット、1/12スケール。
NOëL3 ガレージキット
発売：壽屋 / 清水代歩、佐野倉恵壬、岡野由香の3種類。原型製作は綾瀬タカヒロ。レジンキャスト製組立キット、1/8スケール。
NOëL ジグソーパズル
発売：天田印刷加工（アートボックス事業部） / 1000ピース
NOëL コレクションカード
発売：エポック社 / 全90種類（スペシャルカード9種）